# Ronno
Ronno är en kommun i departementet Rhône i regionen Auvergne-Rhône-Alpes i östra Frankrike. Kommunen ligger i kantonen Amplepuis som tillhör arrondissementet Villefranche-sur-Saône. År 2022 hade Ronno 650 invånare.

## Befolkningsutveckling
Antalet invånare i kommunen Ronno
| Referens: INSEE |